# Pedro José Cáceres
Pedro José Cáceres fue un político peruano. 
Fue miembro del Congreso General Constituyente de 1827 por la provincia de. Dicho congreso constituyente fue el que elaboró la segunda constitución política del país.